# 道 (行政区画)
道（どう、中国語 ダオ/dào/ㄉㄠˋ、朝鮮語 ト/ド/도/do、ベトナム語 ダオ/đạo）は、行政区画の1つ。中国に起源し、日本、朝鮮、ベトナムに置かれていた。現在も道を置いているのは、日本・韓国・北朝鮮である。
多くの場合、最も上位の一級行政区画として位置づけられる。ただし、国・時代によってはそうでないこともある。また、いずれの道にも属さない道以外の一級行政区画があることもある。
英語では総称としてはcircuitと訳す。これは本来は、欧米における、巡回裁判所の巡回裁判区や宣教師の巡回教区のことである。ただし、現代日本の北海道は県とほぼ同様に(Hokkaido) prefecture、朝鮮の道はprovinceと訳す（なお、provinceと訳される日本の行政区画は令制国である）。

## 中国

### 唐
唐では、太宗の627年に全国の州を十道（関内道、河北道、河南道、河東道、隴右道、淮南道、山南道、江南道、剣南道、嶺南道）に分けて設置された。
太祖によって唐が建国され、各地の争乱を鎮圧していく過程（隋末唐初）で重要な地域に総管府と呼ばれる軍政機関や行臺と呼ばれる行政機関を設置した。しかし、各地の群雄が鎮圧されて行くにつれてその複雑な組織と権限が問題とされるようになり、622年以降、各地の行臺を解体して総管府に吸収し、624年には総管府を都督府と改称して軍事と行政の両方を扱わせた（ただし、都督府成立の段階で全ての行臺が廃止されておらず、その後も統廃合が続けられている）。太宗の即位後に更に都督府の整理を進めるべく、全国を10の軍管区に編成し直すべく設置されたのが十道である。しかし、627年中に設置できたのは関内道、河北道、河南道、隴右道、江南道の5道に限定され、最後の淮南道が設置されたのは636年のことであった。しかも、各地の都督府は統廃合の後に各道の管轄下に置かれることになったものの、道を単位とする軍事・行政機関は設けられず、従来通り中央政府が直接各地の都督府や州に指示を出す構図は変わらなかった。更に同じ道の中でも中央政府の直轄の州と都督府管轄の州、辺境に新たに設置された都護府管轄の州が混在している状態は継続された。
その後、玄宗の733年に再編されて十五道（河北道、河南道、関内道、隴右道、淮南道、河南道、剣南道、嶺南道、山南東道、山南西道、江南東道、江南西道、黔中道、京畿道、都畿道）とされた。この時、初めて道の長官として採訪使が設置されて中央直轄の州と都督府管轄の州を統括する権限を与えられたが、都督府が管轄する州を持つ構図自体はそのままであったため、それらの州が後年の藩鎮体制において節度使が中央政府に対峙する政治的基盤となっていった。

### 清・中華民国
清と中華民国初期では、一級行政区画である省の下に道が置かれた。

## 日本

### 令制前
『日本書紀』に登場する四道将軍の記述から、律令制以前に四道が置かれたとする説がある。前田晴人は四道将軍の神話自体は史実とは認めないものの、ここに描かれた「四道」を五畿七道成立以前のヤマト王権の地域区分であったとし、四道将軍はその成立を説明するために創作された説話であるとする説を唱えている。　

### 令制後
| 畿内   | 東海道 | 東山道 | 北陸道 |
| 山陰道 | 山陽道 | 南海道 | 西海道 |

五畿七道

律令制下では五畿七道が置かれた。五畿はいずれの道にも属さず、畿内と総称された。道の下には国が置かれ、五畿と合わせて68国（奈良時代と明治時代に改廃があったが、その間の数字）があった。
ただし、西海道以外は実際に道の行政機関が置かれることはなく、名目的な行政区画だった。7世紀～12世紀ごろの西海道は例外で、大宰府が道の行政機関となった。
明治政府は1869年、北海道を追加し五畿八道とした。しかし、琉球と小笠原諸島及び列強の南下政策で喪失したが日露戦争後南部を回復した樺太など内地の一部や、外地（台湾・朝鮮・関東州・南洋群島）には、併合前の道を踏襲した朝鮮を除き、道は置かれなかった。南洋道問題も参照。
- （畿内）
- 東海道
- 東山道
- 北陸道
- 山陰道
- 山陽道
- 南海道
- 西海道
- 北海道

### 北海道庁以後
1871年の廃藩置県後、五畿八道（および国）は明確な廃止令こそなかったものの、徐々に廃れていった。現在、行政区分として唯一の「道」が存在する北海道についても、函館県・札幌県・根室県の3県を経て1886年北海道庁が設置されたが、「北海道」は単なる地域名に過ぎず、行政区画としては「庁」が置かれた（共通法で内地とされた樺太における樺太庁の命名と同じ）。そのため、1943年に樺太が正式に内地とされた段階における日本の行政区画は、1都2庁2府43県の「48都庁府県」となる。

### 地方自治法施行後
1947年、地方自治法により北海道庁は廃止され、以降、北海道には行政区画としての「道」が置かれている。なお、「道」は法的に他の都府県と同じ位置づけである。
現在の日本の行政区画は、1都1道2府43県の「47都道府県」からなり、北海道は唯一の道であるため、現代日本で単に「道」と言えば北海道を意味する。また、主に日常会話では、他の都府県については「東京」「大阪」「愛知」などのように「都」「府」「県」を省略して呼ぶことも多いが、北海道の場合は「道」を省略して「北海」と呼ぶことはほとんどない。

## 北朝鮮・韓国

### 十道
高麗は唐の十道にならって、995年に十道（십도）を置いた。
関内道（관내도）、中原道（중원도）、河南道（하남도）、江南道（강남도）、嶺南道（영남도）、嶺東道（영동도）、山南道（산남도）、海陽道（해양도）、朔方道（삭방도）、浿西道（패서도）、である。

### 五道両界
高麗は1018年に五道両界（오도양계）を置いた。道の長官を按察使、界の長官を兵馬使と称した。
楊広道（양광도）、慶尚道（경상도）、全羅道（전라도）、交州道（교주도）、西海道（서해도）、北界（북계）、東界（동계）、である。
1390年には、楊広道、交州道、西海道から一部ずつをとって京畿左道（경기좌도）、京畿右道（경기우도）を設けた。1413年には、京畿左道と京畿右道を合わせて京畿道（경기도）とした。

### 八道
李氏朝鮮は全国を8道に分けた。これを朝鮮八道または鶏林八道と呼ぶ。その長官を観察使と称した。

### 十三道
李氏朝鮮は、高宗代の1895年、八道を二十三府に再編したが、1896年、それらをさらに13道に再編した。これを朝鮮十三道と呼ぶ。
十三道は、八道の一部を南北に分割したものである。
- 京畿道
- 忠清道→忠清北道・忠清南道
- 慶尚道→慶尚北道・慶尚南道
- 全羅道→全羅北道・全羅南道
- 黄海道
- 平安道→平安北道・平安南道
- 江原道
- 咸鏡道→咸鏡北道・咸鏡南道

十三道制は日本統治時代も続いた。
道の長官は道知事である。
「内地」の府県知事および北海道庁長官と、地位、権限は同様で、独任制である。
郵便局その他の特別の官庁の権限に属するものを除いて、道内の行政を管理する。
朝鮮総督の指揮監督は受けると同時に、管内の行政事務に関して職権または委任の範囲内で道令を発し、これに3月以下の懲役または禁錮、拘留、100円以下の罰金または科料を付することができる。
道知事の下に知事官房、内務部、財務部および警察部が置かれる。
その他、道知事の補助機関は「内地」の府県知事のそれと同様であるが、朝鮮独自のものとして参与官がある。
これは勅任または奏任の官であり、もっぱら朝鮮人が任ぜられ、道知事の諮問に応じ、または臨時命を受けて事務に服する。
また、道評議会が設置され、道地方費その他の予算を審議する。

### 第二次世界大戦後

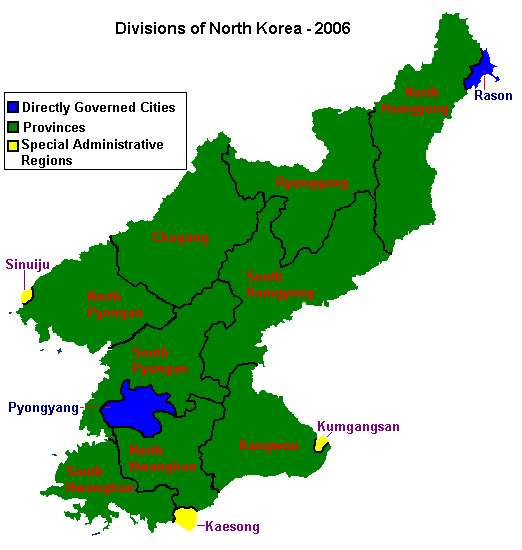
北朝鮮の行政区画（2006年現在の図、羅先 (Rason) がまだ直轄市となっている他、平壌から1区域、2郡が分離していない）

韓国の行政区画

第二次世界大戦直後、いくつかの道が分割された。「南」では、米軍占領時代の1946年、全羅南道から済州道が分割された。「北」では、北朝鮮独立直後の1949年に黄海道が黄海北道・黄海南道に分割、咸鏡南道から両江道が分割、1954年には平安北道から慈江道が分割された。これらにより、道の数は17道となった。ただし、2006年に済州道が済州特別自治道となり、厳密には16道1特別自治道となっている。
ただし、京畿道と江原道は南北分断により、軍事境界線の南北にまたがることとなった。そのため、江原道は南北双方に存在し、これを2道と数えれば、計18道（17道1特別自治道）になる。一方、京畿道は、北朝鮮側の全域が1955年にどの道にも属さない開城直轄市となったため、京畿道は韓国側にしか存在しない。なお開城直轄市は2003年に解体され、前年に設立されていた開城工業地区が一級行政区画となり、残りは黄海北道へ編入された。
一方、1946年には京畿道からソウル特別市が分割され、いずれの道にも属さない行政区画となった。独立後は、さらにいくつかの都市が道から分割された。韓国では釜山・大邱・仁川・光州・大田・蔚山の6広域市（大田までの5都市は制定当初は直轄市と呼ばれたが1995年に改称）が。北朝鮮では平壌・開城・南浦・羅津先鋒（現・羅先）の4直轄市と、新義州特別行政区・金剛山観光地区の計6都市が道から分割された。ただし、平壌以外の3直轄市は現存しない。開城については先述の通り。南浦と羅先は特級市に格下げされ元の道に再編入された。
これらの結果、現在の韓国・北朝鮮の一級行政区画は以下の通りとなっている。カッコ内は地図での記述。
- 北朝鮮
  - 9道 - 平安北道 (N.Pyongan) ・平安南道 (S.Pyongan) ・江原道 (Kangwon) ・咸鏡北道 (N.Hamgyong) ・咸鏡南道 (S.Hamgyong) ・黄海北道 (N.Hwanghae) ・黄海南道 (S.Hwanghae) ・両江道 (Ryanggang) ・慈江道 (Chagang)
  - 1直轄市 - 平壌 (Pyongyang)
  - 新義州特別行政区 (Sinuiju) ・金剛山観光地区 (Kumgansan) ・開城工業地区 (Kaesong)・元山葛麻海岸観光地区（Wonsan-Kalma)
- 韓国
  - 7道 - 京畿道 (8) ・忠清北道 (10) ・忠清南道 (11) ・全羅南道 (13) ・慶尚北道 (14) ・慶尚南道 (15)
  - 3特別自治道 - 江原特別自治道 (9) ・済州特別自治道 (16)・全北特別自治道 (12)
  - 1特別市 - ソウル (1)
  - 1特別自治市 - 世宗特別自治市 (8の西側, 11から分離)
  - 6広域市 - 釜山 (2) ・大邱 (3) ・仁川 (4) ・光州 (5) ・大田 (6) ・蔚山 (7)

なお、韓国は実質に北朝鮮の統治区域にある以北五道という行政区を管轄するため行政機構がある。

## ベトナム
丁朝と前黎朝の時代に10道があったとされるが実態は不明である。李陳朝は最上級行政単位に路を用いた。黎朝は当初京師のほかに5道承宣を置き、のちに12道に再編し、さらに広南道を増置して13道とした。

### 黎初5道
- 東道
- 西道
- 南道
- 北道
- 海西道

### 光順4年（1463年）の改革
- 南策道→海陽道
- 国威道→山西道
- 北江道→京北道
- 天長道→山南道
- 安邦道
- 諒山道
- 太原道→太原道・高平道
- 宣光道
- 興化道
- 清化道
- 乂安道
- 順化道
- 広南道：洪徳2年（1471年）増置。

阮朝は、道を廃止し23鎮4営に再編した。

## 訳語としての「道」
帝政ローマ後期における最上位の行政区画 praefectura praetorio を「道」と訳すことがある。道 (ローマ帝国)参照。